# SummerSlam 2001
SummerSlam 2001 è stata la quattordicesima edizione dell'omonimo pay-per-view prodotto annualmente dalla World Wrestling Federation. L'evento si è svolto il 19 agosto 2001 al Compaq Center di San José.

## Risultati
| #    | Incontri | Stipulazioni                                                                               | Durata |
| ---- | --- | ------------------------------------------------------------------------------------------ | ------ |
| Heat | Jacqueline, Lita e Molly Holly hanno sconfitto Ivory, Stacy Keibler e Torrie Wilson                                           | Six-woman tag team match                                                                   | 02:55  |
| 1    | Edge ha sconfitto Lance Storm (c)                                                                                             | Single match per il WWF Intercontinental Championship                                      | 11:16  |
| 2    | The Dudley Boyz e Test hanno sconfitto The Acolytes e Spike Dudley                                                            | Six-man tag team match                                                                     | 07:19  |
| 3    | X-Pac (Cruiserweight Champion) ha sconfitto Tajiri (Light Heavyweight Champion)                                               | Single match per il WCW Cruiserweight Championship e il WWF Light Heavyweight Championship | 07:33  |
| 4    | Chris Jericho ha sconfitto Rhyno (con Stephanie McMahon)                                                                      | Single match                                                                               | 12:34  |
| 5    | Rob Van Dam ha sconfitto Jeff Hardy (c)                                                                                       | Ladder match per il WWF Hardcore Championship                                              | 16:33  |
| 6    | Kane e The Undertaker) (c) (WCW Tag Team Champios) hanno sconfitto Chris Kanyon e Diamond Dallas Page (WWF Tag Team Champion) | Steel cage match per il WCW Tag Team Championship e il WWF Tag Team Championship           | 10:15  |
| 7    | Kurt Angle ha sconfitto Steve Austin (c) per squalifica                                                                       | Single match per il WWF Championship                                                       | 22:30  |
| 8    | The Rock ha sconfitto Booker T (c) (con Shane McMahon)                                                                        | Single match per il WCW Championship                                                       | 15:19  |